# Damiano Cunego
Damiano Cunego (Verona, 19 settembre 1981) è un ex ciclista su strada italiano, professionista dal 2002 al 2018, con caratteristiche da passista-scalatore; soprannominato il Piccolo Principe, durante la sua carriera ciclistica ha vinto il Giro d'Italia 2004, tre Giri di Lombardia (2004, 2007 e 2008) e un'Amstel Gold Race (2008), oltre alla medaglia d'argento nella prova in linea dei campionati del mondo 2008.

## Carriera

### Gli esordi
Originario di Cerro Veronese, maggiore di due fratelli, in gioventù Cunego si cimenta con l'hockey su ghiaccio e soprattutto con la corsa campestre, disciplina in cui a livello studentesco ottiene un titolo regionale e un terzo posto nazionale. Inizia relativamente tardi l'attività ciclistica, nel marzo 1997, come secondo anno Allievi con la squadra Gore Tex-Bruno Gaiga di Santa Lucia di Verona: nonostante sia al primo anno di agonismo, in stagione vince 14 gare e arriva secondo nel campionato italiano di categoria a Savignano sul Rubicone, battuto da Filippo Pozzato. Nel 1998 debutta nella categoria Juniores ancora con la Gore Tex-Bruno Gaiga. Durante l'anno vince otto corse, tra cui due delle gare più importanti della categoria, la 3Tre Bresciana e il Giro della Lunigiana; non partecipa invece ai campionati del mondo di Valkenburg per volere della società di appartenenza.
Nel corso del 1999 vince altre otto corse e conclude secondo alla 3Tre Bresciana. La vittoria più importante arriva in ottobre, nella prova in linea Juniores ai campionato del mondo, disputati nella natia Verona: quel giorno taglia il traguardo in solitaria dopo aver staccato il russo Ruslan Kajumov all'ultimo passaggio sulla salita delle Torricelle. Nello stesso anno riceve la proposta di Giuseppe Martinelli di passare direttamente al professionismo in maglia Mercatone Uno, saltando la categoria Under-23, ma decide di rifiutare.
Trascorre quindi due anni nella categoria Under-23 con la Zalf-Euromobil-Fior di Castelfranco Veneto. Al primo anno conclude terzo al Giro del Belvedere vincendo poi la classica Bassano-Monte Grappa; nell'estate 2000 consegue anche il diploma di maturità. Nel 2001 vince invece tre corse e si piazza secondo al Giro della Valle d'Aosta e terzo al Gran Premio Palio del Recioto e al Giro delle Regioni. Per la stagione 2002 firma quindi un contratto con Claudio Corti e lo stesso Giuseppe Martinelli per il passaggio al professionismo con la Saeco.

### 2002-2004: i primi anni daproe la vittoria al Giro

Cunego, in maglia rosa, viene portato in trionfo dalla squadra per la vittoria del Giro d'Italia 2004.

Debutta da professionista a inizio 2002 in maglia Saeco. Al primo anno arrivano immediatamente due successi, al Giro d'Oro a Comano Terme e al Giro del Medio Brenta, oltre a un secondo posto di tappa al Giro di Baviera. L'anno seguente dimostra le sue capacità di scalatore vincendo una tappa e la classifica finale della corsa a tappe cinese Tour of Qinghai Lake, e piazzandosi quarto al Giro dell'Appennino e al Brixia Tour; partecipa anche al suo primo Giro d'Italia per fare esperienza in una grande corsa a tappe, e conclude 34º, a più di un'ora dal vincitore, il compagno di squadra e capitano della Saeco Gilberto Simoni.
La sua consacrazione arriva nel 2004, anno in cui totalizza ben quattordici vittorie (diciotto includendo anche i circuiti). Inizia la stagione tra Italia e Spagna, cogliendo un sesto posto alla Klasika Primavera; tornato in Italia vince due tappe e la classifica finale del Giro del Trentino, il Giro dell'Appennino in volata ristretta e il Gran Premio Industria e Artigianato a Larciano, battendo allo sprint il campione del mondo Igor Astarloa.
Inizia la sua seconda esperienza al Giro d'Italia come gregario di Gilberto Simoni; inoltre, visto il suo stato di forma eccellente, il direttore sportivo Giuseppe Martinelli decide di lanciarlo per la vittoria di qualche tappa. Cunego vince il primo arrivo in salita alla terza tappa con arrivo a Pontremoli e indossa la maglia rosa. Il giorno seguente la vittoria va al suo capitano Simoni, che si riprende la maglia rosa. Durante la corsa Cunego evidenzia però uno stato di forma migliore, e alla settima tappa a Montevergine di Mercogliano vince ancora, strappando al proprio capitano il simbolo del primato. Nelle seguenti tappe pianeggianti mantiene il primato, fino alla cronometro di Trieste, tredicesima frazione, vinta dallo specialista ucraino Serhij Hončar: la maglia rosa passa sulle spalle dell'altro ucraino Jaroslav Popovyč, che la mantiene anche nelle due tappe in Croazia.
La tappa subito seguente, con arrivo in salita a Falzes, si accende già nella salita sul passo del Furcia (vetta a 56 km dall'arrivo), con un primo allungo di Simoni subito richiuso dalla maglia rosa Popovyč; a 3 km dalla vetta Cunego attacca e allunga, incrementando il proprio vantaggio fino a 3'10". Sulla successiva salita del Terento recupera anche tutti i fuggitivi del mattino, pilotato dai gregari Eddy Mazzoleni e Andrea Tonti (anch'essi in fuga da inizio tappa), e a Falzes si impone in solitaria con 1'16" su Rinaldo Nocentini, tornando in vetta alla graduatoria con 1'14" su Hončar. Popovyč scivola a 2'22" in classifica, mentre Simoni, staccato di 2'39", deve cedere definitivamente i gradi di capitano al gregario. Dopo l'interlocutoria frazione di Fondo/Sarnonico, nella tappa di Bormio 2000, superato il Gavia, Simoni decide di attaccare nella salita verso La Motta; nelle rampe verso il traguardo subisce però il rientro di Cunego, Hončar, Dario David Cioni e Julio Alberto Pérez Cuapio: la vittoria di tappa va a Cunego, che stacca di 5" Cioni e Hončar e di 9" un deluso Simoni. Al termine della passerella di Milano Cunego può così festeggiare, a nemmeno ventitré anni di età, la vittoria nella "Corsa Rosa", arricchita da quattro vittorie di tappa e dai secondi posti nella classifica a punti e in quella dei Gran premi della montagna. Dopo il successo di Milano vince il Gran Premio Fred Mengoni e il Gran Premio Nobili Rubinetterie ad Arona, e partecipa alla Vuelta a España: in questa corsa coglie un terzo posto alla diciannovesima tappa, a Collado Villalba, e ottiene un sedicesimo posto finale.
In ottobre partecipa quindi al Campionato mondiale di Verona, giungendo nono nel gruppetto dei migliori, dopo aver tentato la fuga sulla salita delle Torricelle. L'intensa stagione termina con la vittoria alla classica d'autunno, il Giro di Lombardia, davanti all'olandese Michael Boogerd e a Ivan Basso: diventa così il primo ciclista dal 1972 – quando vi riuscì Eddy Merckx – a vincere Giro d'Italia e Lombardia nello stesso anno. Proprio grazie al successo nel Giro di Lombardia si aggiudica il primo posto nel ranking mondiale 2004 dell'UCI superando Paolo Bettini; viene inoltre nominato dall'Istituto ciclistico internazionale miglior ciclista dell'anno solare 2004.

### 2005-2006: miglior giovane al Tour de France

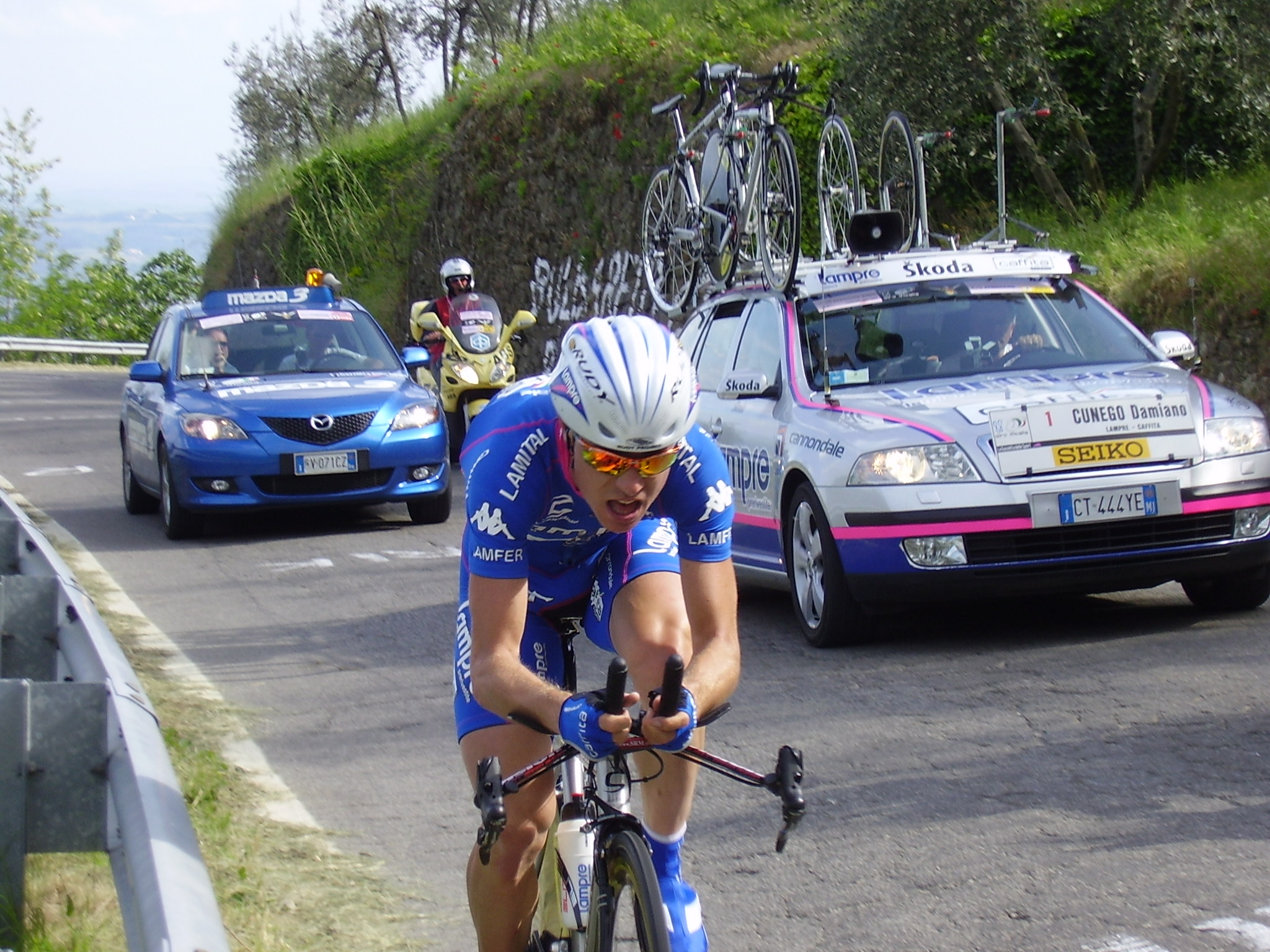
Damiano Cunego impegnato durante la cronometro al Giro d'Italia 2005.

Nel 2005 fa parte della formazione Lampre-Caffita, nata dalla fusione delle squadre professionistiche Lampre e Saeco per volontà di Mario Galbusera e Sergio Zappella, i patron dei gruppi industriali. In un primo momento sembrava che la squadra avrebbe puntato solo sul giovane Cunego, futuro del ciclismo italiano, e si sarebbe privata dell'esperto Simoni, visti i contrasti dei due nell'ultimo anno. Tuttavia non trovando accordi diversi Simoni rimane in squadra ancora per quest'anno. In aprile, in preparazione al Giro d'Italia, Cunego prende parte al Tour de Romandie, vince una tappa (a 195 giorni dall'ultimo successo) e veste la maglia di leader per due giorni, prima di perdere la leadership nella cronometro finale (chiude comunque secondo nella generale). Al Giro d'Italia di quell'anno, parte tra i favoriti per il successo finale insieme al compagno di squadra Gilberto Simoni. Alla terza tappa, da Diamante a Giffoni Valle Piana, Cunego conclude secondo battuto allo sprint da Danilo Di Luca. Alla 7ª tappa, da Grosseto a Pistoia, termina ancora secondo battuto dallo spagnolo Koldo Gil. Si tratta comunque di salite non molto impegnative. All'arrivo delle vere asperità crolla.
Alla 11ª tappa, da Marostica a Zoldo Alto, perde più di sei minuti dal vincitore Paolo Savoldelli e conclude la tappa al ventiseiesimo posto. Le tappe successive sono disastrose per il giovane veronese che vista la scarsa forma si mette al servizio di Gilberto Simoni come gregario per aiutarlo a riguadagnare posizioni in classifica e a vincere il Giro. Si scoprì poi che la causa del rendimento negativo è la mononucleosi, malattia che lo colpisce poco prima della "Corsa Rosa" e che poi gli impone un mese di riposo forzato condizionando la sua stagione agonistica; e proprio per tale motivo Cunego è anche costretto a saltare il Tour de France. Conclude la corsa rosa soltanto al diciottesimo posto. Ristabilitosi, torna comunque alla vittoria nel finale di stagione aggiudicandosi il Gran Premio Nobili Rubinetterie, il Trofeo Melinda e la Japan Cup.
Nel 2006 diventa unico capitano per le corse a tappe visto il passaggio di Gilberto Simoni alla Saunier Duval-Prodir. La stagione inizia nel migliore dei modi vincendo la Settimana Internazionale di Coppi e Bartali, il Giro del Trentino, e conquista il terzo posto alla Liegi-Bastogne-Liegi. Partecipa al Giro d'Italia come grande favorito e la stampa preannuncia un duello di altri tempi come furono quelli tra Fausto Coppi e Gino Bartali con il connazionale Ivan Basso. Al primo arrivo in salita all'ottava tappa, da Civitanova Marche alla Maielletta, Cunego sbaglia scattando in faccia a Basso che con esperienza sale con il suo passo fino a riprendere Damiano ormai senza energie e lo stacca. Giungerà al traguardo con 30" di ritardo e nuova maglia rosa Ivan Basso. Alla tappa numero 11, la cronometro di 50 km di Pontedera, Cunego prese 7' dal vincitore Jan Ullrich e quasi sei e mezzo da Basso che concluse secondo.

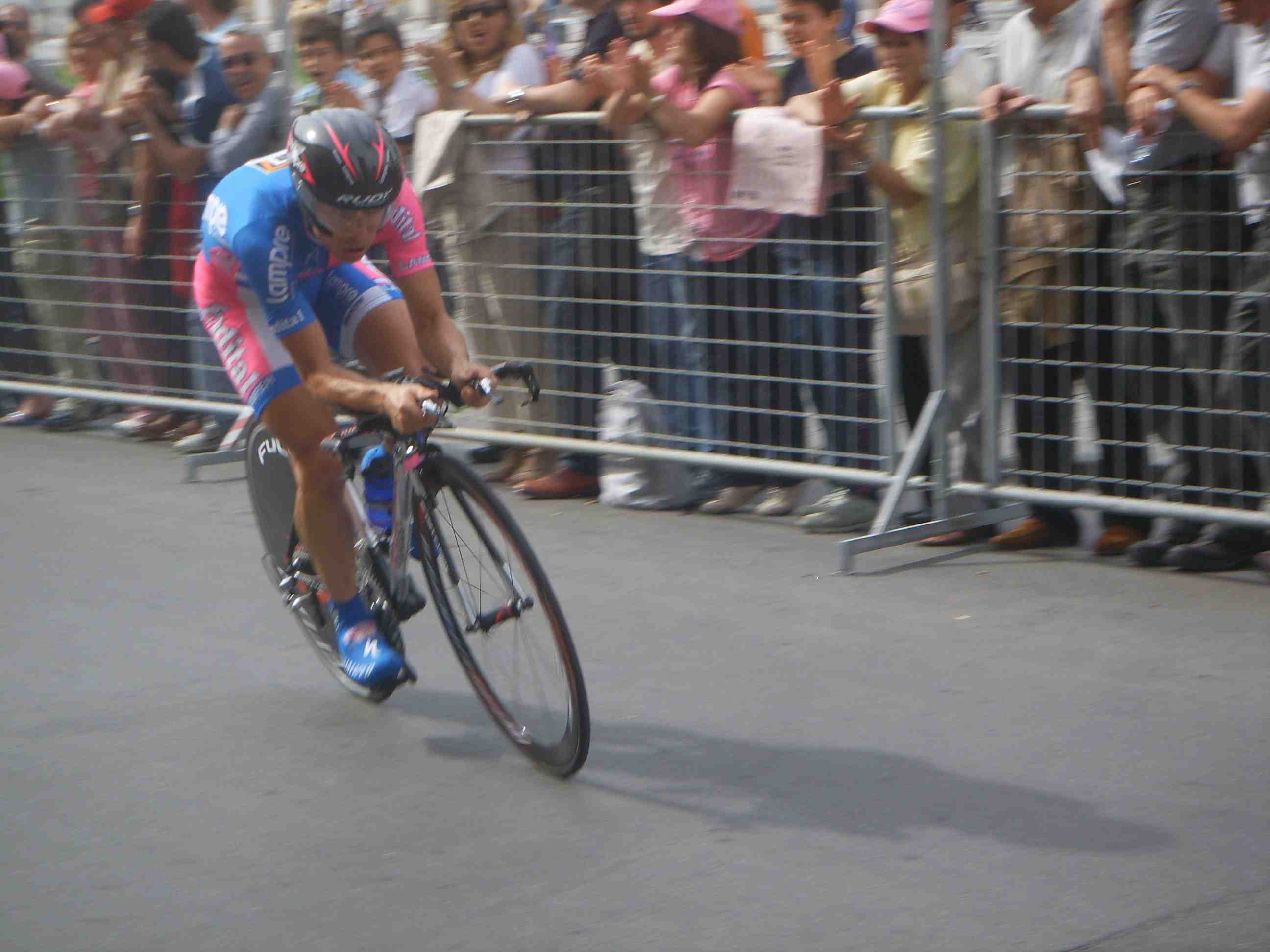
Damiano Cunego impegnato durante la cronometro al Giro d'Italia 2006.

Ormai fuori classifica si concentrò nel cercare una vittoria di tappa, cosa che non gli riuscì ma arrivò terzo alla penultima tappa, la Trento > Aprica che prevedeva l'ascesa ai passi del Tonale, del Gavia (Cima Coppi a 2621 m s.l.m.) e il durissimo Mortirolo (12 km al 10% di pendenza media). Concluse il Giro comunque al quarto posto. Durante il mese di giugno si allena duramente per migliorare a cronometro, da sempre il suo tallone d'Achille per esser più competitivo al Tour de France dove gli avversari sono notoriamente abili in questa specialità. A luglio per la prima volta prende parte anche al Tour de France: è protagonista durante l'ultima settimana di corsa, con il secondo posto sull'Alpe d'Huez (salita emblema del Tour de France) alle spalle di Fränk Schleck, che lo riesce a staccare solamente negli ultimi km. Termina la novantatreesima edizione della corsa francese al 12º posto a 19 minuti e 19 secondi dal vincitore, poi squalificato, Floyd Landis, ma conquista la maglia bianca di miglior giovane.

### 2007-2008: i due Lombardia, l'Amstel Gold Race e l'argento mondiale
Nel 2007 partecipa al Giro del Trentino, storica manifestazione pre-Giro d'Italia la quale può dire molto sullo stato di forma degli atleti in vista della corsa rosa. Cunego per la terza volta se lo aggiudica conquistando anche due tappe, diventando in tal modo il primo corridore capace di aggiudicarsi per tre volte la corsa a tappe trentina. Partecipa anche alla Liegi-Bastogne-Liegi cogliendo un 7º posto e si presenta al Giro d'Italia in forma. Gli avversari di quest'anno sono Danilo Di Luca del team Liquigas-Cannondale e il solito Gilberto Simoni del team Saunier Duval-Prodir. Alla quarta tappa, da Salerno al Santuario di Montevergine di Mercogliano dove nel 2004 aveva vinto, chiude al terzo posto battuto allo sprint da Di Luca. Con l'arrivo della seconda e terza settimana il suo rendimento è costante ma senza particolari acuti e conclude la corsa con un quinto posto in classifica generale, a 3'49" dal vincitore Di Luca. Decide per quest'anno di non partecipare al Tour de France per partecipare a settembre alla Vuelta a España per affinare la condizione in vista del campionato mondiale. Tuttavia una brutta caduta ne condiziona il rendimento. Nonostante la caduta ha modo di mettersi in evidenza in montagna, e dopo essere stato inizialmente escluso viene convocato ugualmente per il mondiale di Stoccarda.
Al mondiale svolge un ruolo di gregario, prova ad entrare in una fuga da lontano e contribuisce al successo di Paolo Bettini. A coronare l'ottimo stato di forma arrivano anche i successi nel Gran Premio Bruno Beghelli e soprattutto nel Giro di Lombardia. Nella "Classica delle foglie morte" batte agevolmente in una volata a due Riccardo Riccò, con il quale era scattato sul San Fermo della Battaglia a dieci chilometri dal traguardo; bissa così il successo ottenuto nel 2004, confermando i progressi nelle corse di un giorno.

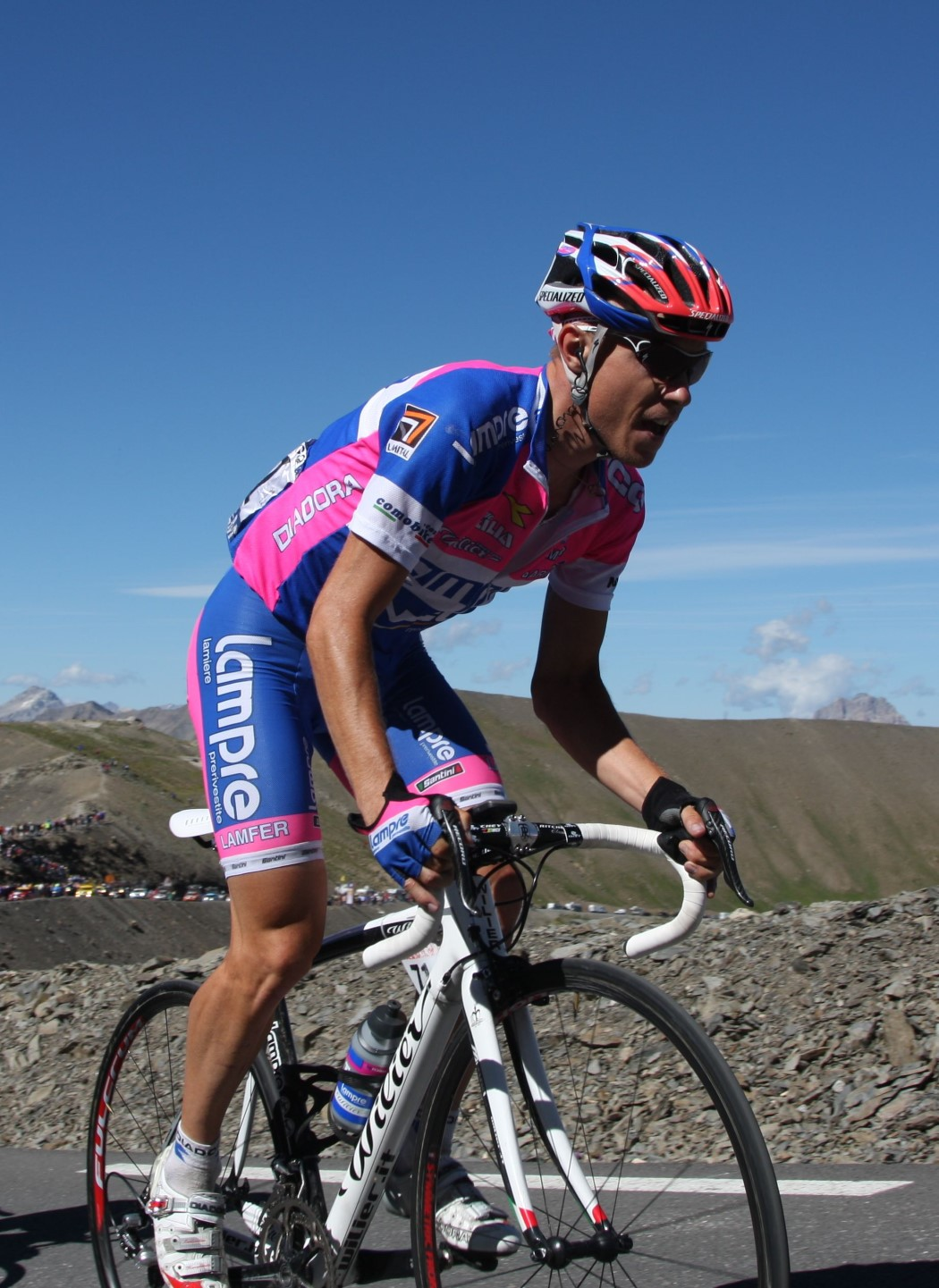
Cunego in azione al Tour de France 2008.

Nel 2008 cambia programmi ed obiettivi, escludendo il Giro d'Italia dai suoi piani stagionali e puntando tutto sul Tour de France a luglio. Ciò nonostante, riesce ad entrare in forma abbastanza presto e a vincere per la prima volta una tappa alla Vuelta al País Vasco in aprile. Nello stesso mese vince anche l'Amstel Gold Race, battendo Fränk Schleck in volata, e si piazza sul terzo gradino del podio alla Freccia Vallone, rimontando varie posizioni nel finale. Al Tour de France è costretto al ritiro a causa di una caduta nei primi chilometri della 18ª tappa: fino a quel momento era 20º in classifica generale.
Sofferente di problemi respiratori, oltre che dei postumi della caduta subita al Tour, e dopo aver effettuato un test medico, decide di non partecipare ai Giochi olimpici di Pechino; al suo posto subentra nella squadra olimpica Vincenzo Nibali, convocato come riserva per la prova su strada. Partecipa alla Vuelta a España dove affina la sua forma in vista del mondiale che si terrà in Italia. Alla 12ª tappa, da Burgos a Suances, coglie un terzo posto battuto da Paolo Bettini e successivamente si ritira. Viene inserito nella lista dei convocati per il Campionato mondiale di Varese, nel quale da spettacolo entrando nella fuga che a 6 km dal traguardo vede anche altri tre italiani che sono Alessandro Ballan, suo compagno di team alla Lampre e Davide Rebellin. A 2 km del traguardo Ballan parte con una "rasoiata" da finisseur, andando a vincere il mondiale a braccia alzate. Alle sue spalle giunge secondo Cunego, che conquista la medaglia d'argento. Il 18 ottobre, Cunego vince per distacco il suo terzo Giro di Lombardia, grazie ad un'azione solitaria in discesa dopo che era fuoriuscito dal gruppo seguendo un attacco di Chris Horner sul finale della salita di Civiglio.

### 2009-2010: le vittorie di tappa alla Vuelta a España
Nel 2009 dopo le ottime prestazioni conseguite l'anno precedente nelle corse di un giorno cambia preparazione per diventare più competitivo in questa specialità. Partecipa alla Settimana Internazionale di Coppi e Bartali nella quale conquista, oltre alle due tappe di Faenza e di Serramazzoni, il trionfo finale. Arriva sesto nella classifica generale della Vuelta al País Vasco a 1'16" dal vincitore Alberto Contador. A metà aprile prende il via alle corse del "Trittico delle Ardenne". Nella prima, l'Amstel Gold Race, giunge quinto; tre giorni dopo arriva staccato di 2 secondi dal vincitore Davide Rebellin, alla Freccia Vallone, conclude la corsa al terzo posto; infine, nella Liegi-Bastogne-Liegi, giunge settimo senza neanche partecipare alla volata per il terzo posto.
Inizia il Giro del Centenario con molta carica e promette battaglia assieme ai grandi. Al Giro di quest'anno infatti ci saranno infatti i più grandi big del ciclismo mondiale, compreso Lance Armstong. Tuttavia il Giro è molto deludente. Si stacca subito sulle salite più dure e seppur tenta di vincere almeno una tappa andando spesso in fuga non riesce nell'impresa. Archiviato una delle sue peggiori prestazioni alla corsa rosa (termina al 15º posto) partecipa al Tour de Suisse sfiorando la vittoria di tappa a Crans Montana e concludendo la gara al sesto posto. Nell'ultimo fine settimana di giugno corre sul tracciato nei dintorni di Imola per la maglia tricolore che gli sfugge di poco, beffato in volata da Filippo Pozzato. Dopo alcune settimane di riposo torna in sella al Brixia Tour e al Giro del Portogallo in preparazione della seconda parte di stagione.

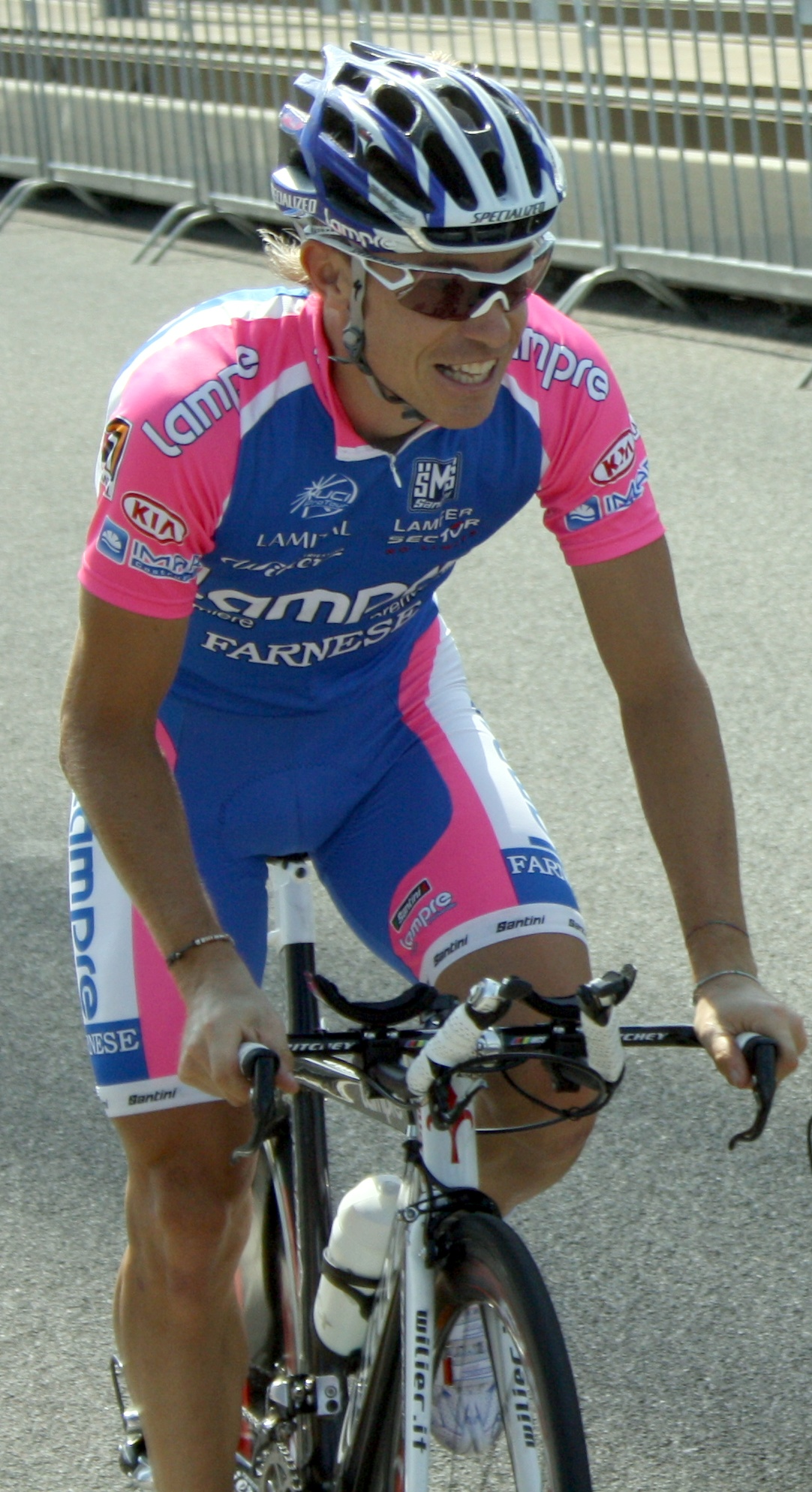
Cunego in allenamento durante il Tour de France 2010.

A settembre, partecipa alla Vuelta a España, e a cinque anni di distanza dopo l'ultima vittoria in un grande giro (l'ultima fu Bormio 2000 al Giro 2004 che poi vinse) ottiene la quarta vittoria stagionale andando a vincere per distacco l'ottava tappa, la prima con arrivo in salita, con un attacco ai 2 km dall'arrivo. Una settimana più tardi conquista ancora una tappa di montagna, con arrivo a La Pandera, giungendo in solitaria dopo aver staccato i compagni di fuga Jakob Fuglsang e Samuel Sánchez sull'ultima salita. Alla 17ª tappa abbandona la corsa iberica per allenarsi in vista del campionato mondiale che si terrà in Italia. Al campionato mondiale di Mendrisio parte tra i favoriti, ma cede sull'ultimo strappo piazzandosi ottavo. Poche settimane dopo dimostra un'ottima condizione al Giro di Lombardia, riuscendo a riportare il gruppo sui fuggitivi durante la scalata del San Fermo, ma non riesce a rispondere allo scatto vincente di Philippe Gilbert e si piazza al 14º posto.
Nel 2010 Cunego rinnova il contratto con la Lampre per altri cinque anni non ottiene alcuna vittoria, ma solo dei piazzamenti. Nelle classiche delle Ardenne ottiene un 6º posto all'Amstel Gold Race, un quinto posto alla Freccia Vallone. Partecipa al Giro d'Italia di quest'anno che vede tra l'altro l'arrivo in "casa" per lui, a Verona. Alla settima tappa con arrivo a Montalcino termina al secondo posto battuto dal campione del mondo Cadel Evans. Tuttavia, si dimostra poco competitivo in salita, senza mai entrare nella lotta per la maglia rosa, nonostante una buona prestazione nella quindicesima tappa con arrivo sul Monte Zoncolan, dove conclude quarto a quasi 2 minuti dal vincitore Ivan Basso. Termina il Giro all'undicesimo posto nella classifica generale. Partecipa al Tour de France, ma non è mai in corsa per la classifica. Tenta la vittoria di tappa e ci va vicino con un terzo posto e un quarto posto di tappa. Proprio alla Grande Boucle si classifica ventinovesimo nella generale, risultando così il migliore degli italiani, e quinto nella graduatoria riservata agli scalatori.

### 2011-2012: il ritorno al successo
Dopo un digiuno di vittorie durato 527 giorni, Cunego torna al successo il 23 febbraio 2011, conquistando la seconda tappa del Giro di Sardegna. In quella stessa corsa si aggiudica il terzo posto nella classifica finale. Successivamente chiude terzo nella Strade Bianche e ottavo alla Tirreno-Adriatico, a 50" dal vincitore Cadel Evans. Il 10 aprile seguente vince il 72º Giro dell'Appennino precedendo Emanuele Sella e il colombiano Luis Laverde; nello stesso mese, dopo aver partecipato senza particolare successo alle Classiche delle Ardenne, vince la seconda tappa del Tour de Romandie, quella con arrivo a Romont, precedendo di 2" Cadel Evans e Aleksandr Vinokurov. In giugno gareggia al Tour de Suisse, prende la leadership della classifica generale al termine della terza tappa ma è costretto a cederla proprio nella cronometro finale, preceduto di 4" dallo statunitense Levi Leipheimer.

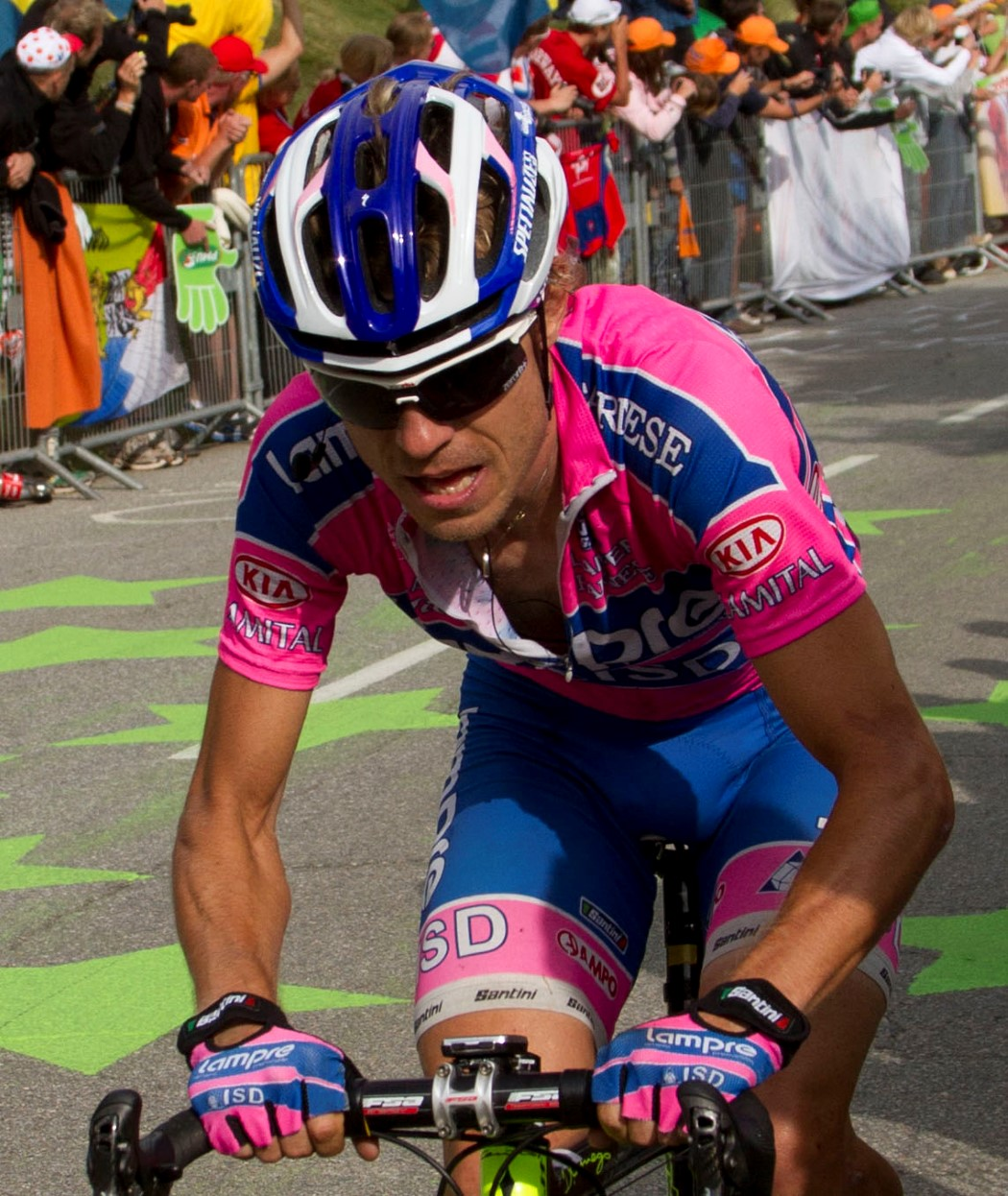
Damiano Cunego impegnato sulla salita dell'Alpe d'Huez al Tour de France 2011.

Nel mese di luglio Cunego corre il Tour de France, partendo con l'ambizione di ottenere dei successi di tappa. Vista però la buona condizione fisica decide di concentrarsi sulla classifica generale: chiuderà la corsa in sesta posizione, con un ritardo di 6'05" dal vincitore Evans, risultando comunque, per il secondo anno consecutivo, l'italiano meglio piazzato in graduatoria (Ivan Basso conclude settimo). In agosto partecipa prima alle gare del Trittico Lombardo e poi al Grand Prix de Ouest-France; nel mese successivo è invece costretto a rinunciare, per problemi fisici, alle classiche canadesi di Québec e Montréal. Prende quindi parte, in ottobre, al Tour of Beijing, distinguendosi per la vittoria del GPM posto in prossimità della Grande muraglia cinese, e poi al Giro di Lombardia nel quale, a causa della condizione fisica non particolarmente brillante, ottiene solamente il 27º posto finale. Conclude la stagione con il quarto posto alla Japan Cup.
Sempre tra le file della Lampre-ISD inizia la stagione 2012 al Giro della Provincia di Reggio Calabria. Partecipa poi al Trofeo Laigueglia e al Gran Premio di Lugano, corsa nella quale ottiene il secondo posto (vince la volata del gruppo che giunge a 5" dal vincitore Eros Capecchi). In marzo prende il via alla Paris-Nice e alla Milano-Sanremo, senza però particolari acuti; si classifica inoltre sesto alla Volta a Catalunya e quarto alla Vuelta al País Vasco. Sempre in aprile partecipa all'Amstel Gold Race (cade all'ultimo chilometro mentre era in corsa per la vittoria), al Giro del Trentino – conquista la tappa con arrivo a Sant'Orsola Terme e il secondo posto nella classifica finale – e alla Liegi-Bastogne-Liegi, nella quale chiude trentacinquesimo. In maggio gareggia quindi al Giro d'Italia in supporto del compagno di squadra Michele Scarponi. Nella "Corsa Rosa" si distingue per numerosi attacchi, come quelli nelle frazioni con arrivo a Cervinia, Pian dei Resinelli e Passo dello Stelvio; proprio nella tappa dello Stelvio, l'ultima in linea, chiude secondo alle spalle del solo Thomas De Gendt. Concluderà sesto nella graduatoria finale. In giugno partecipa poi al Tour de Suisse ed al campionato italiano.
Dopo un periodo di riposo ed allenamento, nei mesi di agosto e settembre 2012 prende parte prima alla Clásica San Sebastián e quindi alla Vuelta a España, con il principale obiettivo di rifinire la condizione fisica in vista del campionato del mondo di Valkenburg. La partecipazione al campionato del mondo gli viene però negata a causa di una norma della Federciclismo resa nota pochi giorni prima della gara iridata, la quale prevede l'esclusione dalla nazionale degli atleti anche solo indagati in inchieste riguardanti il doping (il nome di Cunego è presente tra gli indagati nell'inchiesta di Mantova per la quale, visti gli atti, a differenza di altri atleti, mai è stato fermato dalla propria squadra e per la quale l'atleta ha sempre dichiarato la sua estraneità). La suddetta decisione è stata ampiamente criticata anche dalla stampa, poiché va contro il principio costituzionale della presunzione d'innocenza. Il 29 settembre partecipa al Giro di Lombardia, chiudendo in tredicesima posizione.

### 2013-2014: gli ultimi anni alla Lampre

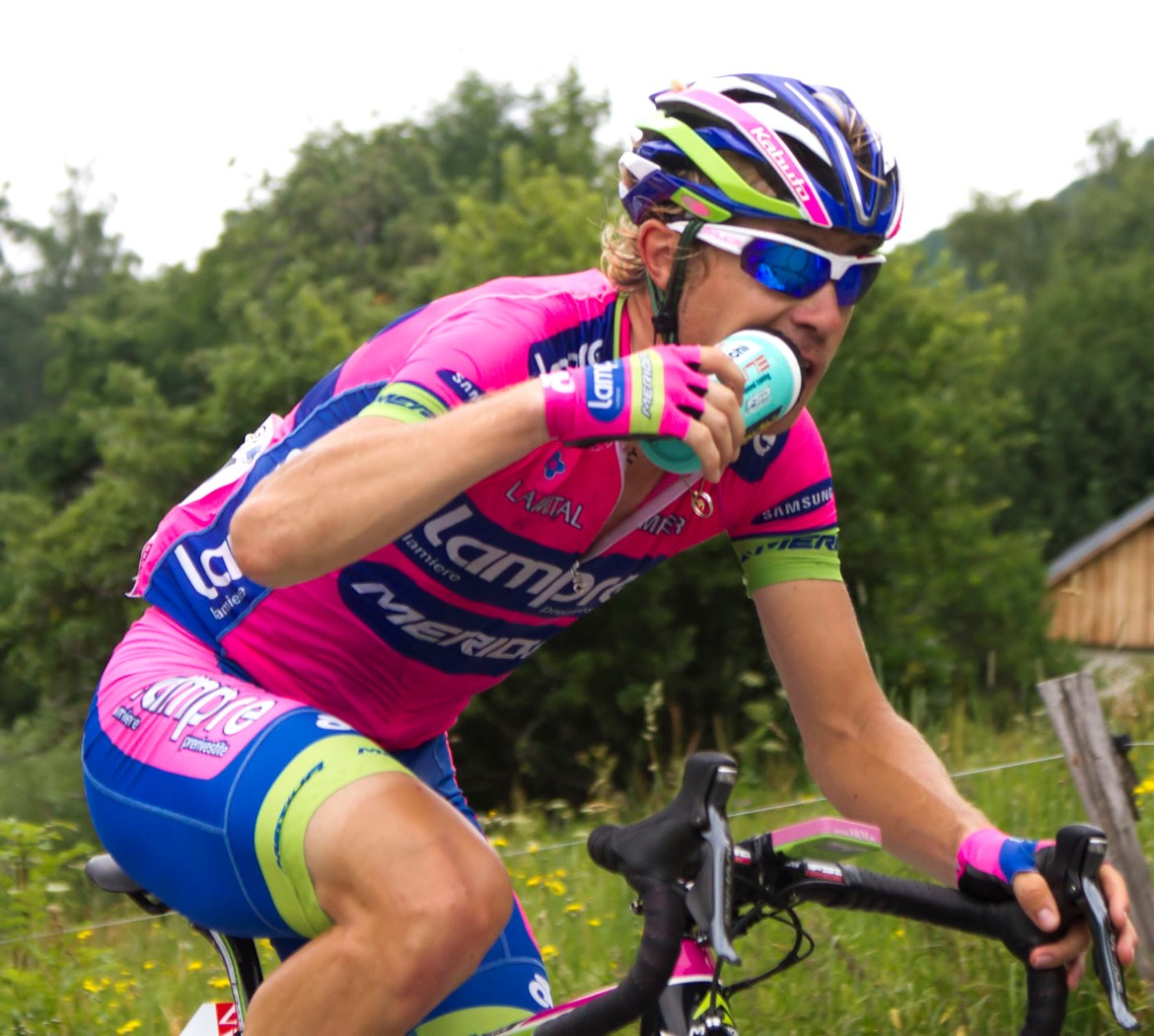
Damiano Cunego in azione al Tour de France 2013.

Nel 2013, dopo aver firmato il rinnovo contrattuale con la Lampre-Merida, debutta al Challenge de Mallorca. All'inizio del mese di marzo partecipa alla Tirreno-Adriatico, dove si mette in luce per due lunghe fughe e per la conquista della maglia verde di miglior scalatore. In seguito ottiene una vittoria di tappa alla Settimana Internazionale di Coppi e Bartali sul traguardo di Piane di Mocogno, aggiudicandosi anche la seconda posizione nella classifica finale (dietro il compagno di squadra Diego Ulissi) e la classifica a punti. Nella prima settimana di aprile mostra una condizione fisica non ancora ottimale alla Vuelta al País Vasco, corsa che chiude al 16º posto in classifica generale, condizionato però anche da una sfortunata foratura nella cronometro conclusiva. Dopo una partecipazione incolore alle Classiche delle Ardenne, conclude la prima parte di stagione con il Tour de Romandie.
In giugno partecipa al Critérium du Dauphiné e ai campionati italiani; prende quindi parte al Tour de France, senza tuttavia riuscire a raccogliere alcun risultato di rilievo. Nella parte finale della stagione prende il via delle classiche previste dal calendario World Tour, tra cui il Giro di Lombardia, e di alcune corse del calendario italiano, non riuscendo tuttavia a lottare per la vittoria in nessuna occasione. Conclude la stagione cogliendo un terzo posto alla Japan Cup.
Nel 2014 decide di iniziare presto la stagione, correndo il Tour de San Luis in Argentina nel mese di gennaio. Il primo risultato di rilievo arriva a fine febbraio con un quarto posto al Gran Premio di Lugano seguito dallo stesso piazzamento alla Strade Bianche pochi giorni dopo. I risultati lasciano presagire ad un ritorno di Cunego ad alti livelli, impressione confermata anche dalle buone prestazioni fatte alla Vuelta al País Vasco. Le Classiche delle Ardenne, grande obiettivo stagionale, e il Giro d'Italia si rivelano fallimentari. Dopo il Critérium du Dauphiné, il veronese stacca per un mese per poi rientrare in occasione del Giro di Polonia. In quella circostanza Cunego non riesce a brillare, complice anche una caduta che lo costringe al ritiro.
Poche settimane dopo si presenta al via della Vuelta a España ottenendo solamente un terzo posto nella tappa di Valdelinares. Terminata la corsa spagnola, il veronese annuncia la decisione di lasciare la Lampre-Merida per passare a una formazione Professional, la Nippo-Vini Fantini nella speranza di rilanciarsi ad alti livelli.

### 2015-2018: il passaggio alla Nippo e il ritiro
Nella stagione 2015, in maglia Nippo, ottiene piazzamenti alla Settimana Internazionale Coppi e Bartali, dove ottiene un secondo posto di tappa, al Giro del Trentino e al Giro dell'Appennino, che conclude come terzo classificato, passando per primo sul Passo della Bocchetta. Al Giro d'Italia è costretto al ritiro nel corso della diciottesima tappa, a causa di una seria caduta che gli causa la frattura di una clavicola e che lo costringe anche ad un'operazione chirurgica con conseguente sospensione dell'attività agonistica.

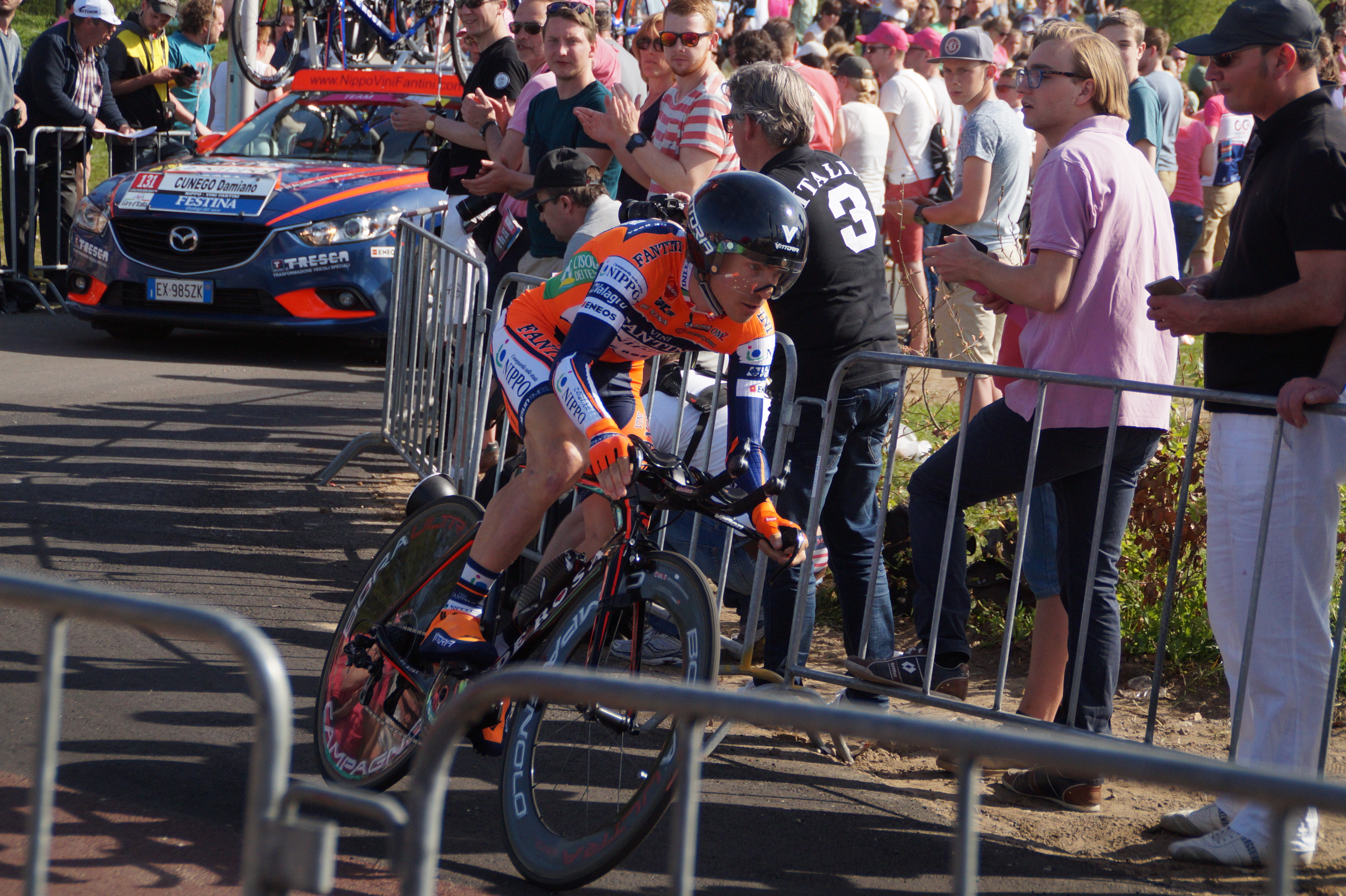
Damiano Cunego impegnato nella cronometro di apertura, ad Apeldoorn, al Giro d'Italia 2016.

Tornato alle gare alla fine di agosto, partecipa alle classiche italiane d'autunno, cogliendo buoni piazzamenti, ottavo alla Tre Valli Varesine e sesto alla Milano-Torino, primo corridore di una squadra Professional nell'ordine di arrivo. Successivamente prende parte al Giro di Lombardia, dove perde le ruote del gruppetto dei migliori sul Muro di Sormano: riesce tuttavia a recuperare diverse posizioni nel finale e a chiudere al 23º posto; giunge poi quarto al Giro dell'Emilia, staccando il gruppo ma non riuscendo a ricucire lo svantaggio con gli ultimi tre fuggitivi.
Conclude, infine la stagione partecipando alla Japan Cup, dove è, però, costretto al ritiro a causa di una caduta.

La sua prima stagione con la Nippo-Vini Fantini si conclude, quindi, senza alcuna vittoria, ma con una buona regolarità che gli permette di concludere al secondo posto la classifica individuale della Coppa Italia di ciclismo, a pari punti col vincitore, per via del maggior numero di vittorie, Sonny Colbrelli.
La stagione 2016 si apre con buoni piazzamenti tra i primi dieci nel mese di febbraio nella prima e seconda tappa dell'Herald Sun Tour ed al GP Città di Lugano. In seguito partecipa alla Strade Bianche dove è costretto al ritiro a causa di una frattura alla mano. Rientrato alle gare, ottiene un buon terzo posto nella seconda tappa del Giro del Trentino. Si mette in luce anche al GP di Francoforte cercando di selezionare il gruppo sulla salita del circuito conclusivo.
Nel mese di maggio partecipa al Giro d'Italia, in cui decide di concentrare le proprie ambizioni sul tentativo di vincere una tappa e la classifica degli scalatori. Conquista la maglia azzurra al termine della quarta tappa, mantenendola per le due giornate successive. Nella decima frazione transita per primo all'impegnativo gran premio della montagna di Pian del Falco ed ottiene il quinto posto finale sul traguardo di Sestola, riconquistando la maglia azzurra. Nei giorni seguenti conserva la maglia, conquistando punti in diversi gran premi della montagna, cogliendo tra gli altri, il primo posto sul Passo Pordoi, inserito nell'impegnativo tappone dolomitico Farra d'Alpago-Corvara in Badia. Complessivamente indossa la maglia azzurra per 13 giorni, perdendola nella ventesima tappa Guillestre-Santuario di Sant'Anna (Vinadio), l'ultima a prevedere gran premi della montagna. Chiude così in seconda posizione la classifica degli scalatori, alle spalle di Mikel Nieve.
Il 21 luglio 2017 torna al successo, dopo oltre 4 anni di digiuno, imponendosi nella sesta tappa del Tour of Qinghai Lake, con arrivo in salita a 4100 metri di quota, dopo una fuga solitaria di 25 km. Concluderà la corsa cinese sesto in classifica generale, dopo la squalifica di Antonio Santoro.
Prima dell'inizio della stagione 2018 manifesta l'intenzione di ritirarsi in occasione del Giro d'Italia, ma il mancato invito della Nippo-Vini Fantini non glielo permette di realizzare, dunque il ritiro avviene in occasione dei campionati italiani 2018.

## Vita privata
Nell'ottobre 2024 ha conseguito la laurea in scienze motorie presso l'università telematica IUL di Firenze. Ad oggi è preparatore, personal trainer ed health coach . 

## Palmarès
- 1998 (Juniores)

Classifica generale Giro della Lunigiana
- 1999 (Juniores)

Campionato del mondo, Prova in linea juniores
- 2000 (Zalf-Euromobil-Fior)

Bassano-Monte Grappa
- 2002 (Saeco, due vittorie)

Giro d'Oro
Giro del Medio Brenta
- 2003 (Saeco, due vittorie)[13]

5ª tappa Tour of Qinghai Lake (Uuzhu, con la Nazionale italiana)
Classifica generale Tour of Qinghai Lake (con la Nazionale italiana)
- 2004 (Saeco, quattordici vittorie)

1ª tappa Giro del Trentino (Marcena di Rumo)
2ª tappa Giro del Trentino (Roncone)
Classifica generale Giro del Trentino
Giro dell'Appennino
Gran Premio Industria e Artigianato
2ª tappa Giro d'Italia (Novi Ligure > Pontremoli)
7ª tappa Giro d'Italia (Frosinone > Montevergine di Mercogliano)
16ª tappa Giro d'Italia (San Vendemiano > Falzes)
18ª tappa Giro d'Italia (Cles > Bormio 2000)
Classifica generale Giro d'Italia
Gran Premio Fred Mengoni
Classifica generale Due Giorni Marchigiana
Gran Premio Nobili Rubinetterie
Giro di Lombardia
- 2005 (Lampre-Caffita, quattro vittorie)

3ª tappa Tour de Romandie (Aigle > Anzère)
Gran Premio Nobili Rubinetterie
Trofeo Melinda
Japan Cup
- 2006 (Lampre-Fondital, sei vittorie)

Giro d'Oro
3ª tappa Settimana Internazionale di Coppi e Bartali (Scandiano > Fiorano Modenese)
Classifica generale Settimana Internazionale di Coppi e Bartali
2ª tappa Giro del Trentino (Castello Tesino > Cles)
Classifica generale Giro del Trentino
Gran Premio Industria e Artigianato
- 2007 (Lampre-Fondital, sei vittorie)

1ª tappa Giro del Trentino (Terlago)
2ª tappa Giro del Trentino (Predaia)
Classifica generale Giro del Trentino
4ª tappa Giro di Germania (Singen > Sonthofen)
Gran Premio Bruno Beghelli
Giro di Lombardia
- 2008 (Lampre, cinque vittorie)

5ª tappa Vuelta al País Vasco (Vitoria Gasteiz > Orio)
Gran Premio Primavera
Amstel Gold Race
Giro di Lombardia
Japan Cup
- 2009 (Lampre-N.G.C., cinque vittorie)

2ª tappa Settimana Internazionale di Coppi e Bartali (Faenza)
3ª tappa Settimana Internazionale di Coppi e Bartali (Serramazzoni)
Classifica generale Settimana Internazionale di Coppi e Bartali
8ª tappa Vuelta a España (Alzira > Alto de Aitana)
14ª tappa Vuelta a España (Granada > Sierra de la Pandera)
- 2011 (Lampre-ISD, tre vittorie)

2ª tappa Giro di Sardegna (Porto Rotondo > Nuoro)
Giro dell'Appennino
2ª tappa Tour de Romandie (Romont > Romont)
- 2012 (Lampre-ISD, una vittoria)

2ª tappa Giro del Trentino (Mori > Sant'Orsola Terme)
- 2013 (Lampre-Merida, una vittoria)

3ª tappa Settimana Internazionale di Coppi e Bartali (Zola Predosa > Piane di Mocogno)
- 2017 (Nippo, una vittoria)

6ª tappa Tour of Qinghai Lake (Qilian Shan > Dadongshu Hill Puerto)

### Altri successi
- 2004 (Saeco)

Criterium di Broni
Trofeo Meregalli
Criterium degli Assi (prova scratch)
Trofeo Bonacossa Giro d'Italia
Trofeo Vincenzo Torriani Giro d'Italia
Memorial Marco Pantani
Classifica UCI Road World Rankings
- 2006 (Lampre-Fondital)

Classifica giovani Tour de France
- 2008 (Lampre)

Classifica a punti Vuelta al País Vasco
- 2009 (Lampre-N.G.C.)

Classifica a punti Settimana Internazionale di Coppi e Bartali
- 2013 (Lampre-Merida)

Classifica scalatori Tirreno-Adriatico
Premio combattività "Franco Mealli" Tirreno-Adriatico
Classifica a punti Settimana Internazionale di Coppi e Bartali

## Piazzamenti

### Grandi Giri
- Giro d'Italia

2003: 34º
2004: vincitore
2005: 18º
2006: 4º
2007: 5º
2009: 15º
2010: 11º
2012: 6º
2014: 19º
2015: ritirato (18ª tappa)
2016: 44º
- Tour de France

2006: 11º
2008: non partito (19ª tappa)
2010: 29º
2011: 6º
2013: 55º
- Vuelta a España

2004: 16º
2007: ritirato (16ª tappa)
2008: non partito (16ª tappa)
2009: non partito (17ª tappa)
2012: 33º
2014: 76º

### Classiche monumento
- Milano-Sanremo

2006: 62º
2010: 34º
2012: 43º
- Liegi-Bastogne-Liegi

2002: 124º
2005: 9º
2006: 3º
2007: 7º
2008: 30º
2009: 7º
2010: 20º
2011: 16º
2012: 35º
2013: 30º
2014: 13º
- Giro di Lombardia

2004: vincitore
2005: 29º
2007: vincitore
2008: vincitore
2009: 14º
2011: 27º
2012: 13º
2013: ritirato
2015: 23º
2016: 33º
2017: 93º

### Competizioni mondiali
- Classifiche mondiali UCI

UCI World Ranking 2002: 817º
UCI World Ranking 2003: 245º
UCI World Ranking 2004: vincitore
UCI ProTour 2005: 39º
UCI ProTour 2006: 18º
UCI ProTour 2007: 8º
UCI ProTour 2008: 2º
UCI World Calendar 2009: 12º
UCI World Calendar 2010: 50º
UCI World Tour 2011: 19º
UCI World Tour 2012: 21º
- Campionati del mondo

Verona 2004 - In linea Elite: 9º
Stoccarda 2007 - In linea Elite: 50º
Varese 2008 - In linea Elite: 2º
Mendrisio 2009 - In linea Elite: 8º

## Riconoscimenti
- Oscar TuttoBici juniores nel 1999
- Giglio d'Oro rivelazione dell'anno nel 2003
- Atena d'Argento nel 2004
- Premio Sport del Comune di Camaiore nel 2004
- Oscar TuttoBici professionisti nel 2004 e 2009
- Premio Gazzetta dello Sport-Fausto Coppi nel 2004
- Miglior atleta italiano nel 2008
- Premio Italia al Galà del Ciclismo di Conegliano nel 2009